# Лягушки (комедия)
«Лягу́шки» (др.-греч. Βάτραχοι) — комедия древнегреческого комедиографа Аристофана.
Поставлена автором на Ленеях в 405 году до н. э. от имени Филонида; получила первую награду (вторая досталась «Музам» Фриниха, третья — «Клеофонту» Платона). Комедия имела шумный успех и вскоре была поставлена вторично — вероятно, на Великих Дионисиях в том же году.

## Сюжет
Бог Дионис (в ведении которого находился и театр), сетуя, что в Афинах не осталось хороших трагиков, — незадолго до написания комедии один за другим умерли Еврипид и Софокл, а менее известный Агафон переселился в Македонию, — отправляется в загробный мир, чтобы вывести оттуда Еврипида.
Композиционно пьесу можно разделить на три части.
Первая — путешествие в Аид Диониса и его раба Ксанфия, зачастую оказывающегося удачливее и смелее хозяина. Дионис переодевается в Геракла (который уже бывал в Аиде, выполняя 11-й подвиг); выспрашивает у настоящего Геракла дорогу; пересекает озеро на челноке Харона (во время переправы звучит давшая название комедии песня лягушек с рефреном «Брекекекекс, коакс, коакс» (др.-греч. Βρεκεκεκέξ κοάξ κοάξ), подражающим кваканью); пугается Эмпусы; разговаривает с хором мистов (душ, посвящённых в Элевсинские мистерии); встречает тёплый приём у служанки Персефоны и враждебный — у Эака и двух торговок.
Вторая часть — парабаса, содержащая высказывания на злободневные темы. По преданию, Аристофан получил оливковый венок за политические советы, которые дал здесь городу.
Третья часть — состязание двух трагиков; она представляет особый интерес, поскольку является примером древней литературной критики. Прибыв в Аид, Дионис обнаруживает, что среди мёртвых идёт спор о том, кому считаться величайшим мастером трагедии — Эсхилу или Еврипиду (Софокл уступил первенство Эсхилу из скромности). Дионис берёт на себя роль судьи. Следует длинная сцена, во время которой Эсхил и Еврипид разбирают, цитируют и пародируют сочинения друг друга. В конце Дионис присуждает победу Эсхилу и выводит его на землю вместо Еврипида.

## Адаптации
Французский композитор эпохи романтизма XIX века Шарль Валантен Алькан был первым, кто перевёл комедию на французский и написал музыкальную иллюстрацию к аристофановским «Лягушкам» — его эскиз для фортепиано ми мажор «Инициаторы или Словно хор» op. 63 № 5 содержит эпиграф из одного из эпизодов комедии, где изображается пение хора, переодетого в лягушек, инициирующих Диониса в пути в Аид. В музыке эскиза слышен переменный лад — то радостное (в ми мажоре), «комичное» пение лягушек, в форме фуги, то овеянное тревожными думами (в ми миноре). Композитор Стивен Сондхайм написал по «Лягушкам» одноимённый мюзикл, заменив древнегреческих драматургов на английских: «старого», Эсхила, — на Уильяма Шекспира, «нового», Еврипида, — на Бернарда Шоу. Роль Диониса в постановке 2004 года исполнял Нейтан Лейн.

## Переводы
Русские переводы:
- Лягушки. / Пер. К. Нейлисова. — СПб., 1887. — 129 стр.
- Лягушки. — Луцк, Д. Д. Облеухов, 1895. — 104 стр.
- Лягушки. / Пер. И. Цветкова. — СПб., 1913. — 75 стр.
- см. также в статье Аристофан